# Mercedes Monmany
Mercedes Monmany   (Barcelona, 1957) és una escriptora, crítica literària i editora catalana. Llicenciada en Ciències de la informació per la Universitat Complutense de Madrid, es va especialitzar en literatura contemporània europea. L'any 2014 va ser condecorada amb la Medalla de l'Orde de les Arts i les Lletres de la República francesa, ha estat editora i crítica literària en diferents mitjans espanyols, com El País, Revista de Libros, La Vanguardia o l'ABC.
Ha traduït a autors com Leonardo Sciascia, Attilio Bertolucci, Francis Ponge, Valerio Magrelli o Philippe Jaccottet. Com a editora, ha publicat Una infancia de escritor, Don Quijote en los Cárpatos, Vidas de mujer i l'antología de la narrativa de Juan Perucho: De lo maravilloso y lo real. Com a escriptora, la seva obra més important és Por las fronteras de Europa. Un viaje por la narrativa europea de los siglos XX y XXI, un assaig sobre la narrativa europea que ha estat publicat per Galaxia Gutenberg i que està plantejat com una barreja entre guia de viatge i assaig literari. És jurat de diversos premis literaris espanyols i internacionals, com el Premi de Novela Café Gijón, el Premi Torrente Ballester de narrativa, el Premi Lampedusa de Sicília, o el Zbigniew Herbert International Literary Award de Varsòvia.